# أليساندرو دوناتي
أليساندرو دوناتي (بالإيطالية: Alessandro Donati) هو دراج إيطالي، ولد في 8 مايو 1979 في أتري في إيطاليا.

## وصلات خارجية
- أليساندرو دوناتي على موقع الاتحاد الدولي للدراجات (الإنجليزية)
- أليساندرو دوناتي على موقع أرشيف الدراجات (الإنجليزية)
- أليساندرو دوناتي على موقع إحصائيات الدراجات الإحترافية (الإنجليزية)
- أليساندرو دوناتي على موقع نسبة الدراجات (الإنجليزية)
- أليساندرو دوناتي على موقع CycleBase (الإنجليزية)